# Bilheteira dos cinemas em Portugal em 2011
Listas com o valor das receitas em euros (€) e o número de espectadores dos principais filmes lançados nos cinemas em Portugal, no ano de 2011.
Harry Potter e os Talismãs da Morte: Parte 2 quebrou o recorde de bilheteira em Portugal para um fim de semana de estreia, tendo arrecadado 1,157 milhões de euros de receitas de bilheteira nesse período. O filme estreou em 96 salas nacionais e foi visto por 188 598 espectadores nestes primeiros quatro dias, correspondentes ao fim de semana de estreia.

## Filme com maior receita bruta em cada semana
| #  | Semana                          | Filme                                         | Receita bruta  | Espectadores |
| -- | ------------------------------- | --------------------------------------------- | -------------- | ------------ |
| 1  | 30 de dezembro — 5 de janeiro   | Entrelaçados                                  | 400 598,78 €   | 61 969       |
| 2  | 6 — 12 de janeiro               | O Turista                                     | 762 320,48 €   | 159 936      |
| 3  | 13 — 19 de janeiro              | O Turista                                     | 481 103,06 €   | 101 251      |
| 4  | 20 — 26 de janeiro              | O Turista                                     | 278 913,25 €   | 58 392       |
| 5  | 27 de janeiro — 2 de fevereiro  | Hereafter - Outra Vida                        | 179 204,55 €   | 38 128       |
| 6  | 3 — 9 de fevereiro              | Cisne Negro                                   | 312 626,20 €   | 65 505       |
| 7  | 10 — 16 de fevereiro            | Sexo Sem Compromisso                          | 329 818,71 €   | 71 831       |
| 8  | 17 — 23 de fevereiro            | O Discurso do Rei                             | 271 736,56 €   | 56 311       |
| 9  | 24 de fevereiro — 2 de março    | O Discurso do Rei                             | 221 798,62 €   | 46 271       |
| 10 | 3 — 9 de março                  | Rango                                         | 471 361,46 €   | 100 145      |
| 11 | 10 — 16 de março                | Os Agentes do Destino                         | 219 288,28 €   | 47 554       |
| 12 | 17 — 23 de março                | Gnomeu e Julieta                              | 205 705,96 €   | 33 445       |
| 13 | 24 — 30 de março                | Gnomeu e Julieta                              | 174 609,87 €   | 28 921       |
| 14 | 31 de março — 6 de abril        | Gnomeu e Julieta                              | 137 827,59 €   | 22 682       |
| 15 | 7 — 13 de abril                 | Engana-me que Eu Gosto                        | 257 580,31 €   | 55 848       |
| 16 | 14 — 20 de abril                | Rio                                           | 879 150,96 €   | 138 455      |
| 17 | 21 — 27 de abril                | Rio                                           | 842 423,18 €   | 132 201      |
| 18 | 28 de abril — 4 de maio         | Thor                                          | 501 643,31 €   | 81 054       |
| 19 | 5 — 11 de maio                  | Velocidade Furiosa 5                          | 817 573,73 €   | 172 900      |
| 20 | 12 — 18 de maio                 | Velocidade Furiosa 5                          | 483 972,86 €   | 102 939      |
| 21 | 19 — 25 de maio                 | Piratas das Caraíbas - Por Estranhas Marés    | 1 059 449,43 € | 173 031      |
| 22 | 26 de maio — 1 de junho         | Piratas das Caraíbas - Por Estranhas Marés    | 611 178,70 €   | 100 721      |
| 23 | 2 — 8 de junho                  | A Ressaca - Parte II                          | 658 568,38 €   | 142 700      |
| 24 | 9 — 15 de junho                 | O Panda do Kung Fu 2                          | 554 540,87 €   | 89 943       |
| 25 | 16 — 22 de junho                | O Panda do Kung Fu 2                          | 312 885,41 €   | 51 991       |
| 26 | 23 — 29 de junho                | O Panda do Kung Fu 2                          | 290 308,24 €   | 47 412       |
| 27 | 30 de junho — 6 de julho        | Transformers 3                                | 661 191,46 €   | 111 196      |
| 28 | 7 — 13 de julho                 | Carros 2                                      | 921 304,67 €   | 150 157      |
| 29 | 14 — 20 de julho                | Harry Potter e os Talismãs da Morte – Parte 2 | 1 479 383,50 € | 242 488      |
| 30 | 21 — 27 de julho                | Harry Potter e os Talismãs da Morte – Parte 2 | 567 264,77 €   | 94 644       |
| 31 | 28 de julho — 3 de agosto       | Harry Potter e os Talismãs da Morte – Parte 2 | 357 411,42 €   | 59 196       |
| 32 | 4 — 10 de agosto                | Capitão América: O Primeiro Vingador          | 517 602,40 €   | 86 850       |
| 33 | 11 — 17 de agosto               | Os Smurfs                                     | 844 940,38 €   | 141 243      |
| 34 | 18 — 24 de agosto               | Os Smurfs                                     | 668 746,44 €   | 111 205      |
| 35 | 25 — 31 de agosto               | Os Smurfs                                     | 462 640,88 €   | 77 963       |
| 36 | 1 — 7 de setembro               | Os Smurfs                                     | 324 632,06 €   | 56 830       |
| 37 | 8 — 14 de setembro              | Colombiana                                    | 183 912,85 €   | 39 785       |
| 38 | 15 — 21 de setembro             | Meia-Noite em Paris                           | 232 705,28 €   | 49 093       |
| 39 | 22 — 28 de setembro             | Amor, Estúpido e Louco                        | 184 135,08 €   | 40 251       |
| 40 | 29 de setembro — 5 de outubro   | Amor, Estúpido e Louco                        | 176 141,51 €   | 37 881       |
| 41 | 6 — 12 de outubro               | O Regresso de Johnny English                  | 461 710,89 €   | 97 585       |
| 42 | 13 — 19 de outubro              | O Regresso de Johnny English                  | 314 988,65 €   | 66 615       |
| 43 | 20 — 26 de outubro              | O Regresso de Johnny English                  | 241 404,11 €   | 50 574       |
| 44 | 27 de outubro — 2 de novembro   | As Aventuras de Tintin: O Segredo do Licorne  | 931 857,21 €   | 156 205      |
| 45 | 3 — 9 de novembro               | As Aventuras de Tintin: O Segredo do Licorne  | 431 614,84 €   | 72 549       |
| 46 | 10 — 16 de novembro             | As Aventuras de Tintin: O Segredo do Licorne  | 263 739,24 €   | 43 896       |
| 47 | 17 — 23 de novembro             | A Saga Twilight: Amanhecer - Parte 1          | 1 131 742,48 € | 235 654      |
| 48 | 24 de novembro — 30 de novembro | A Saga Twilight: Amanhecer - Parte 1          | 511 066,69 €   | 107 738      |
| 49 | 1 — 7 de dezembro               | O Gato das Botas                              | 822 995,73 €   | 137 203      |
| 50 | 8 — 14 de dezembro              | O Gato das Botas                              | 650 363,37 €   | 109 080      |
| 51 | 15 — 21 de dezembro             | Missão Impossível: Operação Fantasma          | 456 059,65 €   | 98 422       |
| 52 | 25 — 28 de dezembro             | Alvin e os Esquilos 3: Naufragados            | 482 677,30 €   | 104 049      |

## Os 20 filmes mais vistos
| #  | Estreia                 | Filme                                        | Receita bruta  | Espectadores |
| -- | ----------------------- | -------------------------------------------- | -------------- | ------------ |
| 1  | 14 de julho de 2011     | Harry Potter e os Talismãs da Morte: Parte 2 | 2 933 959,55 € | 493 109      |
| 2  | 11 de agosto de 2011    | Piratas das Caraíbas - Por Estranhas Marés   | 2 892 667,95 € | 479 259      |
| 3  | 19 de maio de 2011      | Os Smurfs                                    | 2 791 806,18 € | 478 018      |
| 4  | 17 de novembro de 2011  | A Saga Twilight: Amanhecer - Parte 1         | 2 244 483,74 € | 469 694      |
| 5  | 5 de maio de 2011       | Velocidade Furiosa 5                         | 2 104 721,59 € | 446 355      |
| 6  | 1 de dezembro de 2011   | O Gato das Botas                             | 2 512 573,81 € | 427 357      |
| 7  | 0 de janeiro de 2011    | O Turista                                    | 2 002 793,56 € | 422 036      |
| 8  | 7 de julho de 2011      | Carros 2                                     | 2 407 844,85 € | 408 562      |
| 9  | 14 de abril de 2011     | Rio                                          | 2 535 828,59 € | 406 868      |
| 10 | 2 de junho de 2011      | A Ressaca - Parte II                         | 1 849 883,87 € | 397 300      |
| 11 | 5 de outubro de 2011    | O Regresso de Johnny English                 | 1 703 751,53 € | 360 043      |
| 12 | 27 de outubro de 2011   | As Aventuras de Tintin: O Segredo do Licorne | 1 974 851,38 € | 334 419      |
| 13 | 10 de fevereiro de 2011 | O Discurso do Rei                            | 1 573 207,55 € | 328 632      |
| 14 | 9 de junho de 2011      | O Panda do Kung Fu 2                         | 1 737 113,84 € | 297 417      |
| 15 | 15 de dezembro de 2011  | Transformers 3                               | 1 460 376,90 € | 248 499      |
| 16 | 29 de junho de 2011     | Alvin e os Esquilos 3: Naufragados           | 1 138 736,99 € | 246 041      |
| 17 | 3 de fevereiro de 2011  | Cisne Negro                                  | 1 141 221,81 € | 240 810      |
| 18 | 15 de dezembro de 2011  | Missão Impossível: Operação Fantasma         | 930 613,54 €   | 201 428      |
| 19 | 15 de setembro de 2011  | Meia-Noite em Paris                          | 960 932,31 €   | 200 739      |
| 20 | 4 de agosto de 2011     | Capitão América: O Primeiro Vingador         | 1 095 746,80 € | 188 842      |

## Os 10 filmes nacionais mais vistos
| #  | Estreia                 | Filme                        | Receita bruta | Espectadores |
| -- | ----------------------- | ---------------------------- | ------------- | ------------ |
| 1  | 5 de outubro de 2011    | Sangue do Meu Sangue         | 97 784,72 €   | 20 953       |
| 2  | 13 de janeiro de 2011   | Complexo - Universo Paralelo | 85 171,14 €   | 17 135       |
| 3  | 29 de setembro de 2010  | Filme do Desassossego*       | 45 433,70 €   | 11 551       |
| 4  | 18 de novembro de 2010  | José e Pilar*                | 28 018,05 €   | 10 391       |
| 5  | 14 de abril de 2011     | A Cidade dos Mortos          | 32 610,71 €   | 6 924        |
| 6  | 21 de abril de 2011     | 48                           | 15 539,69 €   | 3 338        |
| 7  | 22 de setembro de 2011  | A Morte de Carlos Gardel     | 11 699,13 €   | 2 717        |
| 8  | 28 de abril de 2011     | O Estranho Caso de Angélica  | 11 677,48 €   | 2 664        |
| 9  | 17 de fevereiro de 2011 | Budapeste                    | 10 386,40 €   | 2 290        |
| 10 | 8 de setembro de 2011   | Cisne                        | 9 908,00 €    | 2 288        |

Notas:
A cor de fundo       indica que o filme foi coproduzido com outros países.
* Só inclui os dados relativos ao ano 2011.

## Exibição por distrito / região autónoma
| Distrito         | Ecrãs | Lugares | Sessões | Receita bruta   | Espectadores |
| ---------------- | ----- | ------- | ------- | --------------- | ------------ |
| Aveiro           | 27    | 6 147   | 26 489  | 2 519 464,19 €  | 482 881      |
| Beja             | 6     | 1 972   | 335     | 34 181,75 €     | 14 805       |
| Braga            | 33    | 6 598   | 36 160  | 4 254 056,55 €  | 849 418      |
| Bragança         | 6     | 1 293   | 2 252   | 127 134,70 €    | 28 971       |
| Castelo Branco   | 12    | 2 325   | 9 970   | 822 198,50 €    | 158 345      |
| Coimbra          | 25    | 4 758   | 28 977  | 3 047 388,03 €  | 566 291      |
| Évora            | 8     | 1 821   | 300     | 31 843,35 €     | 17 247       |
| Faro             | 36    | 5 558   | 49 076  | 4 914 284,26 €  | 937 827      |
| Guarda           | 9     | 1 769   | 4 395   | 254 400,20 €    | 61 853       |
| Leiria           | 27    | 5 396   | 25 190  | 2 367 934,90 €  | 449 735      |
| Lisboa           | 162   | 29 160  | 238 552 | 31 003 665,59 € | 5 963 678    |
| Portalegre       | 3     | 622     | 46      | 11 542,97 €     | 3 264        |
| Porto            | 89    | 17 196  | 121 653 | 15 662 849,70 € | 3 349 020    |
| Santarém         | 17    | 4 051   | 12 121  | 1 287 379,65 €  | 236 661      |
| Setúbal          | 49    | 11 310  | 60 718  | 8 246 295,69 €  | 1 565 823    |
| Viana do Castelo | 7     | 1 512   | 5 771   | 789 835,30 €    | 149 022      |
| Vila Real        | 9     | 1 247   | 9 101   | 895 250,90 €    | 163 496      |
| Viseu            | 15    | 2 459   | 14 443  | 1 303 093,86 €  | 242 584      |
| Açores           | 5     | 862     | 5 458   | 669 683,90 €    | 125 345      |
| Madeira          | 13    | 2 676   | 19 670  | 1 696 200,53 €  | 335 383      |
| Total nacional   | 558   | 108 732 | 670 677 | 79 938 684,52 € | 15 701 649   |